# Residencias del 5-15 de la Calle 54
Residencias del 5-15 de la Calle 54 (en inglés: Residences at 5-15 West 54th Street) es un edificio de apartamentos histórico ubicado en Nueva York, Nueva York. Residencias del 5-15 de la Calle 54 se encuentra inscrito como un Distrito Histórico en el Registro Nacional de Lugares Históricos desde el 4 de enero de 1990. 

## Ubicación
Residencias del 5-15 de la Calle 54 se encuentra dentro del condado de Nueva York en las coordenadas 40°45′42″N 73°58′35″O / 40.761667, -73.976389.